# جون سميث (سياسي أمريكي)
جون سميث (بالإنجليزية: John Smith)‏ هو سياسي أمريكي، ولد في 12 فبراير 1752 في الولايات المتحدة، وتوفي بنفس المكان في 12 أغسطس 1816. حزبياً، نشط في الحزب الجمهوري الديمقراطي. وقد انتخب عضو جمعية ولاية نيويورك وانتخب عضو مجلس النواب الأمريكي وانتخب عضو مجلس الشيوخ الأمريكي.